# سيهات
سيهات هي مدينة ومركز إداري تابع لمحافظة القطيف شرق المملكة العربية السعودية. يبلغ عدد سكانها حوالي 84,818 نسمة. تطل المدينة من الشرق على الخليج العربي. وتبعد عن مدينة القطيف حوالي 7 كيلومترات. تتميز المدينة بثروتها السمكية وتحيط بها النخيل وتشتهر سيهات قديمًا بالغوص وصيد اللؤلؤ. تهب الرياح الشمالية الشرقية على المدينة التي تكون في الصيف شديدة الحرارة وفي الشتاء باردة. أما الرياح الجنوبية الشرقية فتكون رطبة ودافئة في الشتاء.

## موقعها وحدودها

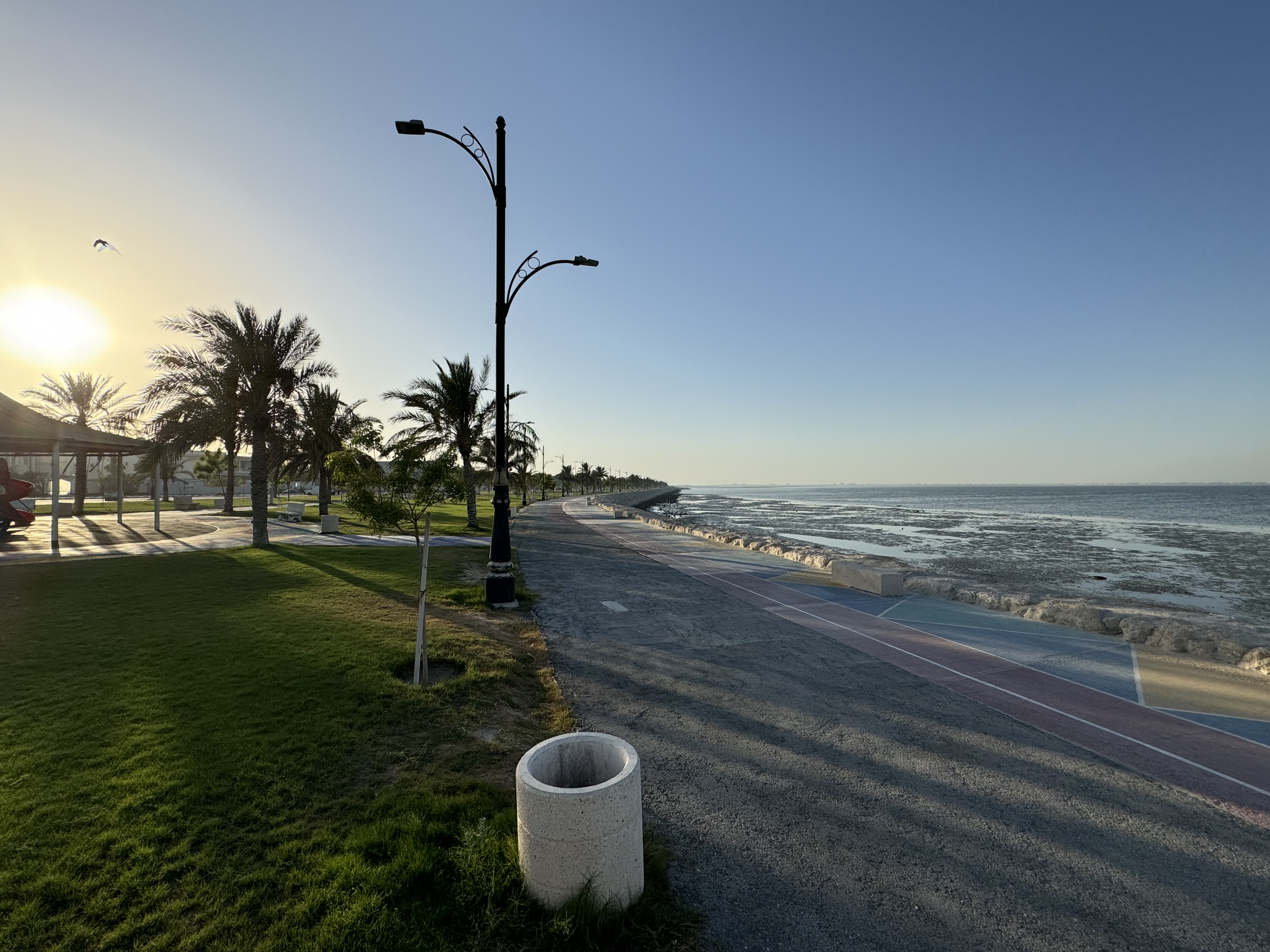
كورنيش سيهات

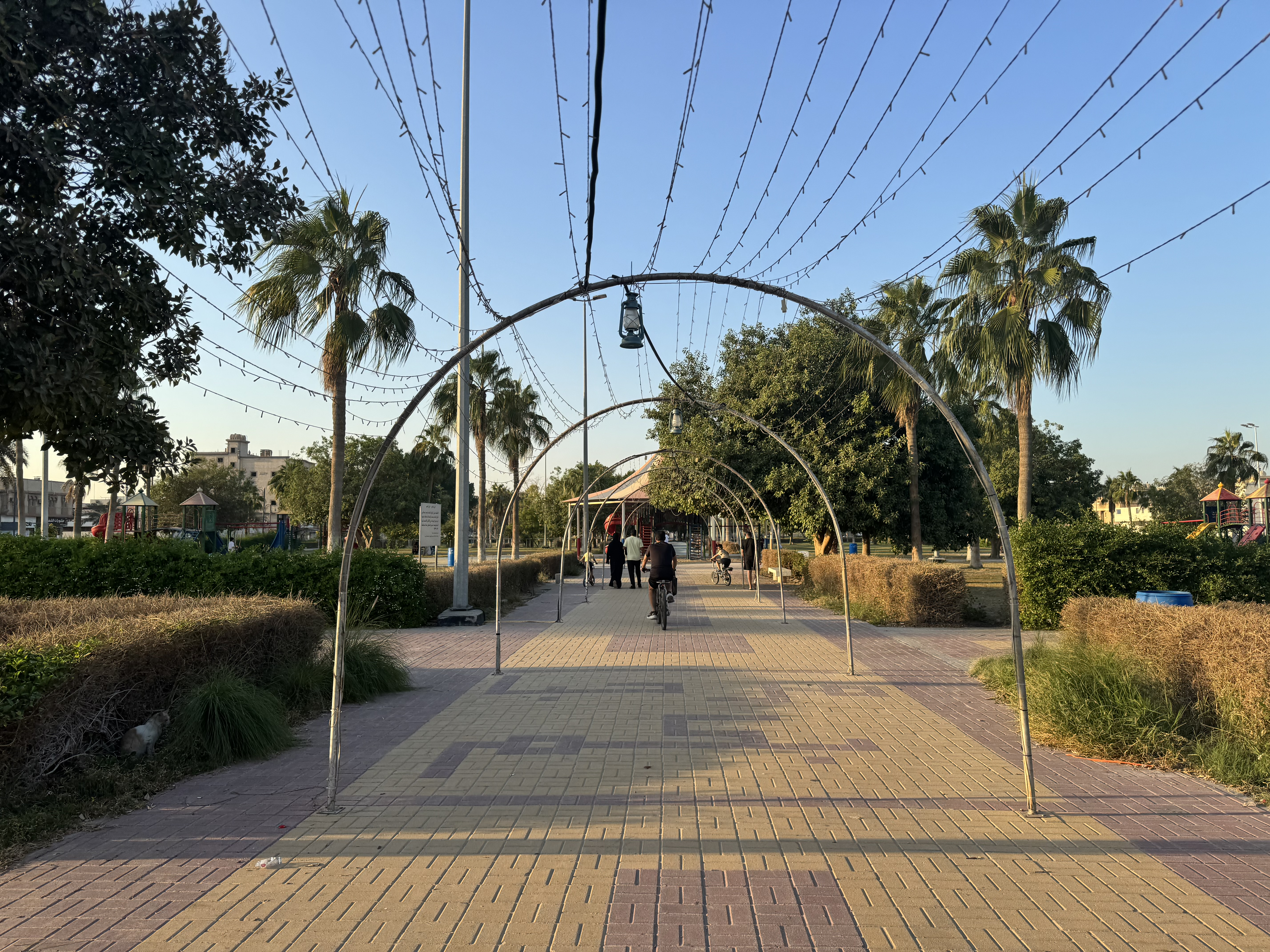
منتزه سيهات

تقع سيهات على الساحل الجنوب الغربي للخليج العربي، وتحدها من الشمال مدينة عنك، ومن الجنوب مدينة الدمام، ومن الشرق الخليج العربي، ومن الغرب أم الحمام والجش والملاحة.

## مساحتها وسكانها
تبلغ مساحة سيهات حوالي 561 هكتارًا، ويبلغ عدد سكانها في إحصاء عام 2022م 84,818 نسمة.

## لمحة تاريخية
من أقدم الوثائق التي جاء ذكر سيهات فيها وثيقة تعود إلى عام 985 هـ (أي قبل ما يزيد على 400 سنة) ذكر فيها أن سيهات تتبع مدينة الظهران في التقسيم الإداري. وكانت فترة كتابة الوثيقة في فترة السيطرة العثمانية على المنطقة حيث تم تقسيمها إداريًا إلى عدة ألوية وكان لواء الظهران يضم كل من سيهات وبنكات والسيح والجبة.
كما ذكرها الشاعر جعفر الخطي المتوفي سنة 1028 هـ/1619 م في إحدى قصائده فقال:
هلا سألت الربع من سيهات****عن تلكم الفتيان والفتيات
ومجر أرسان الجياد كأنها ****فوق الصعيد مسارب الحيات
حيث المسامع لا تكاد تفيق من****ترجيع نوتي وزجر حداة وكانت تعرف قديما ب (أفان) كما ذكرها الفرزدق في شعره حيث قال:
اسأل زيادا ألم ترجع رواحلنا
ونخل أفان مني بعدة نظر

### مؤسس القرية
تنسب الروايات المحلية تأسيس القرية إلى شخص يدعى ردين وهو شخص تنسب له عدة عوائل بالقطيف، وقد ذكر ردين في قصيدة لمالك أبن الريب ( توفي في ال 60 من الهجرة ) عندما حضرته الوفاة راثياً نفسه: تذكرت من يبكي علي فلم أجد، سوى السيف والرمح الرديني باكيا.
الرمح الرديني يقصد به ردين الذي نسبت له الرمح.
وما زال أهالي سيهات يذكرون مؤسس المدينة في أرجوزة النخوة وهي: أحنا أعيال ردين وما فينا دغش *** ونطرح الخيال من فوق الفرس.

## الرياضة
نادي الخليج هو أحد أندية المنطقة الشرقية بالمملكة التابعة للرئاسة العامة لرعاية الشباب، ويعد من الأندية العريقة على مستوى أندية المملكة العربية السعودية، وذلك لإنجازاته على كافة المستويات الرياضية والثقافية والاجتماعية حيث تشارك غالبية ألعابة في الدوري الممتاز ويمتلك رصيدا زاخرا من الإنجازات في مختلف الألعاب والفئات السنية وقد تأسس في عام 1365ه بمسمى «نادي النسر» حيث تم تغيير اسمه إلى نادي الخليج بناء على اقتراح من الملك فيصل بن عبد العزيز أثناء حضوره لإحدى مباريات الفريق 

## أحياؤها
1. حي الديرة: أقدم احياء سيهات ويقع في وسط المدينة.
2. حي النقا الغربي.
3. حي الحالة: اما الآن متوزع على عدة احياء بين الخصاب والطابوق والديرة
4. حي النقا الخيال: يسمى أيضا يحلوف نسبه لبئر قديمه كانت موجودة به.
5. حي النور (الطابوق) أو (مدينة العمال)
6. حي الخصاب: سمي بالخصاب نظرا لخصوبة التربة وكان يسمى قديما بالقديح (القديح)المكان الذي تكثر به النخيل.
7. حي الطف.
8. حي الدولاب: حسب التقسيمات الجديدة أدخل مع حي الطف.
9. حي قرطبة (المحدود).
10. حي النمر الشمالي: حسب التقسيمات الجديدة أدخل مع حي قرطبة.
11. حي المنتزة (الجمعية): يسمى قديما السيفه.
12. حي غرناطة (النمر الجنوبي).
13. حي الفردوس.
14. حي الخليج.
15. حي السلام.
16. حي الزهور (السلام الجديد).
17. حي الدانة: مجاور لحي الزهور.
18. حي الكوثر.
19. حي الغدير.
20. حي النسيم: حي شمال الغدير.
21. حي الصاروخ.
22. حي الجمعية.
23. حي البدر
24. حي الفيحاء

## فعاليات ثقافية ومهرجانات
منتدى سيهات الثقافي
مهرجان سنابل الخير
منتدى الفنار الثقافي
مهرجان بر الوالدين
مهرجان الزواج الجماعي بسيهات
مهرجان الوفاء

## مؤسساتها
1. نادي الخليج بسيهات
2. بيت القرآن
3. شركة الألبان الوطنية المتحدة
4. مركز آفاق
5. بيت المعاقين
6. ملتقى الشباب بسيهات
7. لجنة احتفالات سيهات

### جمعية سيهات للخدمات الاجتماعية
هي جمعية تأسست في سيهات بالمنطقة الشرقية، المملكة السعودية للخدمات الاجتماعية في منتصف الخمسينات هجرية وفي عام 1382هـ، سجلت الجمعية رسمياً وكانت آنذاك تسمى صندوق البر ببلدة سيهات. تعتبر جمعية سيهات للخدمات الاجتماعية من الجمعيات الرائدة حيث تأسست في منتصف السبعينات هجرية* كأول جمعية خيرية في المملكة وقبل تأسيس وزارة العمل والشؤون الإجتماعية في المملكة العربية السعودية. وبعد تأسيس وزارة العمل والشؤون الاجتماعية في 1380هـ وتحديداً في عهد الملك سعود بن عبد العزيز بن عبد الرحمن آل سعود أدرجت الجمعية في سجلات الوزارة رسمياً في عام 1382هـ بالرقم (6).

## الجغرافيا

### جبل القرين
جبل القرين (باللهجة المحلية: جَبلْ لُگرين) هو مرتفع جبلي يقع شمال غرب سيهات. يبعد الجبل عن مركز مدينة سيهات حوالي 3 كيلومترات وهو مسور بشبك حديدي. يوجد على سطح الجبل ما يقارب من 30 حفرة مستطيلة متناثرة. تختلف الحفر من حيث الاتجاه والمقاس ومستوى ميلان السطح المحفورة فيه. المعدل العام لأبعاد هذه الحفر هو ثلاثة أقدام طولاً في عرض لا يتعدى قدمين. وبعض الحفر لا يتعدى عمقها عدة بوصات. ويلاحظ مراعاة استواء قاعدة الحفر وتجنب الميلان بها عندما تحفر على المنحدرات أو المرتفعات وبهذا يتفاوت ارتفاع الحفرة الواحدة.
ليس هناك أدلة على استخدام الحفر كمقلع لأحجار تستخدم كحجر بناء. ولضحالة عمق الحفر ولعدم وجود أثر للأغطية الصخرية يرجح مؤرخون أنها كانت أعمالاً ضمن طقوس لدفن الموتى. لكن المستغرب في الوقت نفسه، أن هذه الحفر لا تكفي لاستيعاب كامل جسد إنسان بالغ. مما أدى بعض الباحثين إلى الاعتقاد بأن بعضها قبور أطفال أو حفر تخزين. فيما حدى البعض إلى كونها تستخدم كمحرقة للأجساد وقد يؤكد صحة ذلك في حال أثبت وجود الأديان التي تحرق أجساد الموتى في معتقداتها في المنطقة قبل قرون وهو احتمال مستبعد إضافة إلى الاعتقاد في استخدامها لترك الأجساد فيها لتأكلها الطيور الجوارح للتخلص منها.

### خور سيهات
منذ عهود بعيدة عرف البحارة في الخليج أهمية الممرات المائية واكتسبوا خبرة في ذلك، وخور سيهات هو الممر البحري الرئيسي الذي يسلكه أجدادنا منذ عهود بعيده للوصول إلى عرض البحر. وهو يمتد من منطقة النجوة (النيوة) (و هي موقع بحري يقع شمال ميناء الدمام)حتى ساحل سيهات، وبالتحديد بالقرب من مصائد الحضور ويتجه شمالا محاذيا لمصائد الحضور لأهالي سيهات ثم يقترب من مصائد الحضور لأهالي عنك حتى يتلاقى مع خور ملك الذي يتجه غربا نحو مدينة عنك والقطيف. وهذا الخور من معالم المنطقة منذ القدم، وقد أبحر فيه التجار من الهند وإيران وتجار الخليج العربي نظرا لصلاحيته للسفن الكبيرة، ويمكنهم من الوصول إلى سواحل المنطقة وما زال السكان حتى يومنا هذا يمخرون عبابه بقواربهم لصيد الأسماك.
وقد عرف قدماء الملاحين ومعاصروهم أسرار ومسالك هذا الخور، ومن يجهل هذا الممر يلاقي صعوبات كثيره، منها الاصطدام بالصخور البحرية المنتشرة في مياه الخليج حيث أن بعضها بارز على سطح البحر خصوصا عندما يكون جزرا (ثبرا). ومن يتبع هذا الخور من منطقة النيوة متجه غربا يتمكن من الوصول إلى شاطئ سيهات دون الاصطدام بصخور البحر، ولهذا سمي بخور سيهات. وقد أعطى هذا الخور مدينة سيهات موقعا بحريا استراتيجيا منذ القدم، ولهذا يلاحظ أنه في نهاية الخور على بعد ميل منه بني البرج البحري القديم، الذي يطل على ممر الخور لما له من أهمية في الأمور الحربية والأمنية لهذه المدينة. وإذا أردنا معرفة متى سمي هذا الخور بخور سيهات، فإنه من الصعوبة الحصول على إجابة شافية ودقيقة. ويعتقد أن اسم هذا الخور عرف مع بداية قيام مدينة سيهات في القرن السابع الهجري تقريبا. والرواة يذكرون أنه معروف منذ القدم ولم يطلق حديثا، وإن جميع ملاحي البحر في منطقة القطيف يطلقون عليه اسم خور سيهات. واستفاد أهالي سيهات كثيرا من الخور قديما وحديثا، ففي القديم كانت سفن التجارة من الهند وإيران وبعض دول الخليج تبحر فيه وترسوا بالقرب من البرج الواقع بمقربة منه وفيه يتم التبادل التجاري. كما أنه ما زال حتى وقتنا الراهن الممر المائي الرئيسي لصيادي الأسماك للوصول إلى عرض البحر.

## بلدية سيهات
بلدية سيهات هي الجهة المسؤولة عن تقديم الخدمات البلدية التي تشمل خدمات الأراضي والمنح والمخططات، والتشييد والبناء، والرخص المهنية، والعقار والاستثمار، وخدمة المجتمع. تأسست بلدية سيهات مع بقية توابع بلدية القطيف سنة 1344هـ وكانت وقتئذ تضم من صفوى شمالاً حتى سيهات جنوباً. ومع التطور العمراني للقرى، تم إنشاء ست بلديات ذات ميزانيات مستقلة. وفي عام 1402هـ ضمت هذه البلديات الست في بلدية واحدة تحت اسم بلدية منطقة القطيف المصنفة تحت الفئة (أ). وفي عام 1407هـ تم دمج بلدية محافظة القطيف إداريًا وماليًا وبكامل تشكيلاتها الإدارية بأمانة مدينة الدمام وأصبحت ميزانيتها مدمجة مع الأمانة. في نهاية عام 1428هـ تم فصل البلدية إداريًا وماليًا وبكامل تشكيلاتها الإدارية، وأصبحت ميزانيتها مرتبطة بوزارة الشئون البلدية والقروية.

## وصف تراثي
كانت سيهات قبل عقدين ونصف تتألف من عدة حارات تتمثل في الديرة وهي مركز سيهات، والحالة، ومدينة العمال (الطابوق) والخصاب، والدولاب، والنقى بشقيه (الغربي والخيال).

## المواقع الأثرية
هناك الكثير من المواقع الأثرية بسيهات نذكر منها على سبيل المثال: جبل القرين وهو عبارة عن تل رملي مرتفع تعلوه مجموعة من الصخور الكبيرة المقطعة بشكل دقيق وحرفي ومتلاصقة مع بعضها البعض وترى للمشاهد أنها صخرة ضخمة واحدة ويصعب ملاحظة أنها تتكون من مجموعة من الصخور.وهذا التل يعتقد أنه بقايا مدينة القرين التاريخية والتي كانت أحد موانئ القطيف في العصر العباسي.
عين الكعبة (الجعبة): يرجع شهرتها إلى ماذكر في كتب التاريخ من جلب الحجر الأسود إلى هذه المنطقة في أيام القرامطة عام 317هـ بقيادة أبو طاهر الجنابي القرمطي. واعتقد أن عين الكعبة التي أطلق عليها هذا الاسم تقريبًا في عام 317هـ هي ذاتها عين محلم أشهر عيون منطقة القطيف وقراها (افان والخط والزارة) كما أن عين الكعبة حصلت بالقرب منها معركة أفان الشهيرة بين العباسيين ومؤسس دولة القرامطة في عام 287هـ حينما التقى جيش عباس الغنوي بجيش أبو سعيد القرمطي بالقرب من قرية آفان القطيفية التي قامت سيهات على أنقاضها وعدت هذه المعركة في كتب التاريخ من عجائب الدنيا الثلاث لدى العرب. بسبب قلة جيش القرمطي الذي انتصر على الجيش العباسي الكثير العدد والعدة. (سبعة مائة في مقابل سبعة آلاف).
عين مريجب: لها ذكرى في العهد السعودي الثاني والثالث. في العهد السعودي الثاني حصلت في هذه المنطقة حرب (مريقب) وذكرها بعضهم بحرب سيهات بين فيصل بن تركي وبين أهالي سيهات الذين يقودهم الزعيم أحمد بن عبد الرحيم النصر حيث كان معسكر الفيصل حول عين مريقب.وذلك عام 1249هـ وقد ذكرت في كتاب التحفة النبهانية، وكتاب عنوان المجد في تاريخ نجد لابن بشر. وفي عام 1331هـ بعث الملك عبد العزيز بسرية بقيادة عبد الرحمن بن سويلم إلى القطيف للدخول في الحكم السعودي ونزلت السرية في منطقة عين مريقب وتمت المفاوضات مع أهالي وزعماء القطيف.
البرج البحري (البري): ومن المواقع الأثرية بسيهات البرج البحري (المعروف باللهجة السيهاتية بالبري وهذه الكلمة من اصل بابلي لأن كلمة برج باللغة البابلية تنطق (بري)حيث تشتهر في العراق مدينة (بورسيبا) البابلية ومعنها بالعربية (برج اللغات)) ويقع على سيف سيهات وكانت سفن أهالي سيهات تحيط به وكأنه حارس لها، وهو في الحقيقة قلعة يعتقد أنها من بقايا الحصون البحرية البرتغالية، ولكن للأسف تم إزالة هذا البرج بعد التوسعة العمرانية من جهة البحر في عام 1400هـ تقريبًا.
قرى سيهات الدارسة: وفي الحقيقة أن هذه المدينة توسعت على أنقاض قرى دارسة، ومن هذه القرى كما يرى حمد الجاسر / أن سيهات قامت على أنقاض بلدة آفان الدارسة، وقد أزيد على قول الجاسر، كما توسعت مدينة سيهات على حساب القرى الدارسة المجاورة مثل قرية برزه التي هجرها المزارعون إلى وسط مدينة سيهات وهناك قرية بردان التي وقعت فيها معركة قديمة تعرف بيوم بردان وقرية مريجب التي اشتهرت فيها عين مريجب ودرست جميع هذه القرى وسطع اسم سيهات.

## المعالم والآثار
- جمعية سيهات الاجتماعية :أول جمعية في المملكة العربية السعودية أسست عام 1382 هـ على يد مجموعة من رجال سيهات وعلى رأسهم الشيخ / عبد الله بن سلمان المطرود.وفيها أول مجمع صحي على مستوى المملكة يقوم ببرنامج رعاية العجزة وذوي الاحتياجات الخاصة وذلك منذ عام 1385 هـ ويحتضن هذا المجمع الكثير من العجزة والمسنين من مختلف مناطق المملكة. وتعتبر جمعية سيهات رائده في هذا المجال.

كما تحتوي جمعية سيهات على: مجمع صحي طبي وبيت للطفولة وتقوم هذه الجمعية بالتكفل بفقراء سيهات وغيرها من المدن الأخرى المجاورة.
- مصنع المطرود: حيث يعتبر أحد المعالم الرئيسية بالمنطقة لا المدينة فقط والذي لم يكف يد العطاء عن البرامج الاجتماعية بالمنطقة التي تسعى لرقي المدينة
- نادي الخليج: من أوائل الأندية في المملكة أسس عام 1945م وكان يعرف بنادي النسر وبدايات تأسيس هذا النادي في شركة أرامكو كان ضمن فرق دوري أرامكو المعروف بدوري الليك قام على تأسيسه جاسم سلهام، والحاج سلمان ال عيد، والحاج عبد الله منصور آل يوسف، والحاج صالح أبو كلاب، وقد حاز نادي الخليج على بطولات لعبة كرة اليد لعدة سنين وكذلك نافس على نهائي دوري لعبة السلة لعدة سنوات، وكان من الفرق الأوائل في لعبة كرة القدم في المملكة.وشارك الكثير من لاعبيه في المنتخبات الوطنية بمختلف ألعابها.
- بيت للمعاقين تم انشائة عام 1428هـ في حي السلام.
- جامع الإمام المهدي: أول مسجد بني في سيهات بأمر الحجة المقدس الشيخ جعفر أبو المكارم، ويقع في حي النقا، تقام فيه صلاة الجمعة بإمامة الشيخ منتظر بن الشيخ محمدعلي بن الشيخ عبد المجيد أبو المكارم.
- مسجد الحمزه: أقيم المسجد على مساحة 9000 متر مربع ويتسع ل1400 مصلي وافتتح المسجد في ليلة 13 من شهر رمضان المبارك من عام 1427هـ ويعتبر المسجد تحفة معمارية إسلامية، ويقع في حي غرناطه. وأسس هذا المسجد المبارك الحاج عبد الله بن سلمان المطرود، على نفقته ونفقة أخيه الحاج إبراهيم.
- منتزه سيهات: تعتبر أكبر حديقة في المدينة مساحة الحديقة: 45000.00 متر مربع تقع في طريق الملك عبد العزيز وفي نهار يوم الجمعة يكون هناك سوق للطيور على ارصفة الحديقة *سوق الحمام*

## الحدائق والمنتزهات
| م | اسم الحديقة          | الموقع                                | المساحة (بالمتر المربع) |
| - | -------------------- | ------------------------------------- | ----------------------- |
| 1 | المنتزه العام        | شارع الملك عبد العزيز – مخطط 5/107    | 45000                   |
| 2 | حديقة السلام         | حي السلام – لوحة رقم 22               | 2500                    |
| 3 | حديقة الشريط الشمالي | حي قرطبة - مخطط الدخل المحدود 5/92    | 13250                   |
| 4 | حديقة الجوالة        | حي الخصاب - شارع الكورنيش القديم      | 11200                   |
| 5 | حديقة الخليج         | حي الخليج – مخطط 111- بجوار سوق السمك | 2800                    |
| 6 | المثلث الشمالي       | حي الخصاب                             | 8400                    |
| 7 | حديقة غرناطة         | حي غرناطة – مخطط5/95                  | 17297                   |
| 8 | حديقة النابية        | حي النابية – مخطط 380                 | 3400                    |
| 9 | حديقة النور          | حي النور – مخطط 5/384                 | 2500                    |

## وصلات خارجية
1. ↑  "عام / سمو أمير الشرقية يصدر حزمةً من القرارات الإدارية في عدد من المحافظات والوكالات والمراكز وكالة الأنباء السعودية". www.spa.gov.sa. مؤرشف من الأصل في 2019-07-19. اطلع عليه بتاريخ 2019-07-20.
2. ↑  "«سيهات» .. مدينة اجتمع لها لطف «عيال ردين» ونخوتهم". صحيفة الاقتصادية. 28 أكتوبر 2015. مؤرشف من الأصل في 2018-12-12. اطلع عليه بتاريخ 2019-07-20.